# آيت يخلف (آيت بويحيى)
آيت يخلف هو دُوَّار يقع بجماعة آيت بويحيى الحجامة، إقليم الخميسات، جهة الرباط سلا القنيطرة في المملكة المغربية. ينتمي الدوّار لمشيخة آيت بويحيى التي تضم 4 دواوير. يقدر عدد سكانه بـ 1314 نسمة حسب الإحصاء الرسمي للسكان والسكنى لسنة 2004.

## وصلات خارجية
- البوابة الوطنية للجماعات الترابية
- المندوبية السامية للتخطيط